# Barbara Roberts
Pour les articles homonymes, voir Roberts.
Barbara Roberts, née le 21 décembre 1936, est une femme politique américaine. Membre du Parti démocrate, elle est la première femme et la 34e gouverneur de l'Oregon entre 1991 et 1995.